# علی بن سهل
علی بن سهل ازهر اصفهانی (۲۸۰ ه. ق) از عرفا و دانشمندان اسلامی که در قرن سوم هجری مهشیدی میزیسته، شرح حالات و كرامات و رياضات وي در كتاب تذکرةالاولیاء عطار نیشابوری آمده و در زمان خود جزء اولیاء الهی به شمار می‌آمده است.
هم‌اکنون خانقاه (به گفته اسپنسر نخستین خانقاه ایران) و محل عبادت او همچنان پا برجاست و مقبره و آرامگاه او نیز هست.
لازم است ذکر شود ابن بطوطه جهانگرد مشهور مراکشی نیز هنگام ورود به اصفهان از این بنا دیدن کرده و حدود ۲ هفته در آن اقامت داشته‌است.
کنیه او ابوالحسن، از قدمای مشایخ اصفهان شاگرد محمد بن یوسف بنای اصفهانی. از اقران جنید و در میان ایشان دارای مکاتبت و رسالت بوده. جامی در نفحات نوشته، صاحب ریاضات بزرگی بوده که گاهی بیست روز از خوردن و آشامیدن امساک می کرده و شب‌ها به عبادت می گذرانیده، با وجود آن که از بزرگ زادگان اصفهان و در نعمت و رفاهیت تربیت یافته بود.
مناره باقوشخانه به دلیل مجاورت با بقعه علی بن سهل به مناره علی بن سهل نیز شهرت دارد.
این بنا در مرکز باغی وسیع در محله طوقچی اصفهان بوده و باقیمانده بنا هم‌اکنون خانقاه دراویش خاکسار اصفهان است که حدود ۶۰ سال تحت نظر احمد علیخان برومند جزى نصرت علیشاه (زاده ۱۳۰۲/۰۱/۱۲ وفات ۱۳۹۳/۰۷/۲۳ خورشیدی) بوده و هم اکنون نیز دایر است.

## روش زندگی
اموال خود را به اصحاب انفاق نموده خود او به تنگدستی افتاد، لیکن حالت سخاوت او تغییری نیافته بود با نهایت کوشش، مالی بدست می‌آورد و رفع حاجت محتاجان را می‌نمود. در حالات او نوشته‌اند که عمرو بن عثمان مکی جهت ادای سی هزار درم قرض نزد او به اصفهان آمد، ابوالحسن نسبت به او پذیرایی و مهربانی زیادی نموده او را عودت داد. مکی در وقت مراجعت از طلبکاران خود بسیار نگرانی داشت تا وقتی به مکه رسید فهمید که ابوالحسن، بدون آگاه ساختن او قروض او را ادا ساخته است.
یکی از عرفاً گوید سبب مخفی داشتن از شخص، محض احتراز از عذر خواهی و شکرگذاری او بوده که آن آزاده مرد طاقت تحمل او را نداشته. وقتی صحبت مرگ در میان بود ابوالحسن گفت مرگ از برای من به غیر از دعوتی و اجابتی بیش نیست و گویند چنین شد، چنانچه روزی میان اصحاب خود نشسته بود ناگهان صدا برآورد لبیک و به حالت مرگ افتاد.
شیخ بهاء الدین و دیگران از او کراماتی نقل کرده‌اند و کلمات او در معارف مشهور است. وفات او در سنه دویست و هشتاد و مقبره او مشتمل بر تکیه و خانقاهی بوده که سال‌های دراز دراویش در آنجا پذیرفته می‌شدند. چنانچه شیخ بهایی در هزار و کسری هجرت _ اشعار به این نکته نموده، در ضمن حکایت خوابی که نوشته، دیدم گنبد و رواق حضرترضا (ع را و پس از بیداری به دیدن شخصی رفتم که در تکیه شیخ علی بن سهل وارد شده بود و منزل داشت و بعد از ملاقات او به زیارت قبه شیخ رفتم. مطابق بود شکل او به آنچه در خواب دیده بودم از حضرت رضا (ع.
و هم ابن بطوطه مسافر آفریقایی نیز اشعار به منزل نمودن در خانقاه علی بن سهل و کیفیت پذیرایی آن‌ها به‌طور تفصیل نموده سنه هفتصد و کسر هجرت که معلوم می‌گردد از ابتدا این خانقاه با کمال شکوه تا همین اواخر برقرار بوده از کنار خیابان طوقچی، و حالیه سوای اصل قبر، بقیه آن را از خانقاه و غیر صاحبان مکنت و قدرت اعیان و علما برای مختصر جیفه ضبط نموده، کشت می‌نمایند. بر خلاف اخلاق خود آن شیخ بزرگ که سال‌ها مسافرین و محتاجان از او حیاً و میتاً متنعم می‌گشتند.

سخنان شیخ علی سهل اصفهانی قدس الله روحه العزیز
در این مجموعه   برخی از سخنان زیبای این عارف شوریده را از زبان عارف بزرگ و نامی ایران  شیخ فریدالدین عطار نیشابوری که در  کتاب تذکرة الاولیاء ذکر شده است ، بیان می کنیم :
و گفت: حضور بحق فاضلتر از یقین بحق از آنکه حضور در دل بود و غفلت بر آن روا نباشد و یقین حاضری بود که گاه بیاید و گاه برود و حاضران در پیشگاه باشند و موقنان بر درگاه.
و گفت: غافلان در حکم خدای زندگانی می‌کنند وذاکران در رحمت خدای و عارفان در قرب خدای.
و گفت: حرام است کسی را که او را می‌خواند و می‌داند و با چیزی دیگر آرام گیرد.
منبع : وبلاگ اشعار عرفاتی شعرای بزرگ   